# Re d'Armi dell'Ordine dell'Impero Britannico
Il Re d'Armi dell'Ordine dell'Impero Britannico è l'araldo dell'Ordine dell'Impero Britannico, fondato nel 1917 e reso effettivo dal 1918.

## Re d'Armi
- 1918-1928: Generale Sir Arthur Henry FitzRoy Paget
- 1929-1947: Ammiraglio Sir Herbert Leopold Heath
- 1947-1968: Maresciallo dell'Aria Sir Roderick Carr
- 1968-1983: Luogotenente Generale Sir George Gordon-Lennox
- 1983-1997: Ammiraglio Sir Anthony Morton
- 1997-2011: Capo Maresciallo dell'Aria Sir Patrick Hine
- 2011-2015: Ammiraglio Sir Peter Abbott
- 2016-in carica: Luogotenente Generale Sir Robert Fulton